# Xiaomi Mi Band
Las Xiaomi Mi Band son una serie de monitores de actividad producidos por la empresa china Xiaomi desde 2014. Se trata de pequeños relojes inteligentes que incluyen funciones como medidores de la frecuencia cardiaca, número de pasos, ejercicio diario o del ciclo menstrual. Su diseño se asemeja a un brazalete, y puede ser usado en cualquier mano o en los tobillos, estableciendo la ubicación en la aplicación para móviles.
El núcleo electrónico que lleva a cabo el monitoreo está envuelto en una correa de TPSiV hipoalergénico, y se carga a través de un conector no estándar que, hasta los modelos del 2020, requería extraerlo de la correa sin embargo, hoy por hoy estas pulseras inteligentes pueden ser cargadas sin retirar la correa.

## Modelos
- La Mi Band original fue lanzada durante un evento el 22 de julio de 2014. Contaba con un monitor de actividad y del sueño, resistencia al agua, vibración, y 30 días de batería, pero no tenía pantalla, y funcionaba enteramente conectandose a la app.[1]
- Mi Band 1S: Presentada el 7 de noviembre de 2015, incorpora un medidor de ritmo cardiaco.
- Mi Band 2: Presentada el 7 de junio de 2016, incorpora un botón capacitivo y  una pantalla OLED.[4][5]
- Mi Band 3: Salió al mercado el 31 de mayo de 2018, y presenta monitorización no continua del ritmo cardiaco y una pantalla táctil OLED.[6]
- Mi Band 4: Fue presentada en China el 16 de junio de 2019, en Europa el 26 de junio de 2019 y en la India el 19 de septiembre de 2019.[7] Es algo más grande que su predecesor, tiene una pantalla AMOLED súper capacitiva a color y cuenta con monitoreo de la frecuencia cardíaca 24/7.[8]
- Mi Smart Band 5:  Se anunció en China el 11 de junio de 2020, y salió a la venta el 18 de junio de 2020 en China, con una versión Global lanzada el 15 de julio de 2020 bajo el nombre Xiaomi Mi Smart Band 5.[9] Tiene una pantalla más grande, un sensor de ritmo cardiaco más preciso y un cargador magnético. Es capaz de detectar los ciclos menstruales, y la versión global no tiene ni micrófono ni NFC.[3]
- Mi band 6: La marca ha anunciado que su lanzamiento sería el 13 de mayo del 2021, más sin embargo ha salido con más anterioridad a la venta en china, así mismo exportándose así para su venta internacionalmente, pero sin duda alguna, esta pulsera ha dado el siguiente paso a comparación de sus pasadas pulseras con una pantalla AMOLED de 1,56 pulgadas así dando una gran diferencia con una pantalla con poco borde (todo pantalla) a comparación de los anteriores pulseras, sin embargo algo que también la destaca es que han añadido el sensor que te permite medir la saturación de Oxígeno en la sangre. Tiene una conectividad de Bluetooth 5.0 y su precio varía entre los 60 dólares, y claro sabemos que es una pulsera dedicada para el deporte y por ende esta pulsera tiene hasta 30 modos deportivos.

- Mi band 7: éste dispositivo anunciado en 2022 presenta mejoras respecto a su predecesora Mi Band 6, entre ellas encontraremos un panel más extenso, conservando los mismos sensores de monitoreo pero no incluyendo chip GPS (hecho que ha recibido algunas críticas). * mi band 7 pro: la versión teóricamente mejorada de la Mi Band 7 con las principales diferencias de que el dispositivo incluye GPS y facilita el monitoraje de actividades al aire libre y tiene un panel AMOLED de mayores dimensiones. A mencionar que la presentación estética viene presentado como un reloj inteligente y no como la clásica pulsera de actividad.

## Controversias

### Privacidad
Investigadores de la Universidad de Toronto descubrieron en 2016 que la Mi Band y su aplicación transmitían una serie de datos personales, entre los que se incluían la dirección de correo electrónico de los contactos del usuario, la geolocalización, el número de serie del teléfono, las mediciones manuales, la buena ingesta, así como información relacionada con la salud reproductiva. Xiaomi tampoco indicó cuánto tiempo conservaba la empresa los datos del usuario en sus servidores tras la cancelación de una cuenta.
En su guía "*privacy not included", la Fundación Mozilla avisa de los riesgos a la privacidad que pueden derivarse de la compra de este tipo de productos. En el caso de la Mi Band 5, indica que "aunque cumple los estándares mínimos de privacidad, contiene una política de privacidad incompleta y un historial mejorable en materia de privacidad, además de otorgar permiso a xiaomi para compartir datos entre subsidiarias".

### Compatibilidad del software
En el momento del lanzamiento, la única forma de usar Mi Band era usando la aplicación Mi Fit producida por la propia Xiaomi. Sin embargo, gracias a la ingeniería inversa, entusiastas del software libre han podido crear aplicaciones alternativas como Gadgetbridge o OpenBand, que no dependen de la aplicación oficial (Mi fit) pero pueden carecer de algunas características que tiene la aplicación oficial. También existen otras aplicaciones de código privativo, y se puede enlazar con Google Fit, aunque requiere tener Mi Fit instalado.

## Recepción
Debido a su bajo precio, esta gama de pulseras ha recibido bastante éxito, y son de las más vendidas en su categoría.